# Te Pikinga

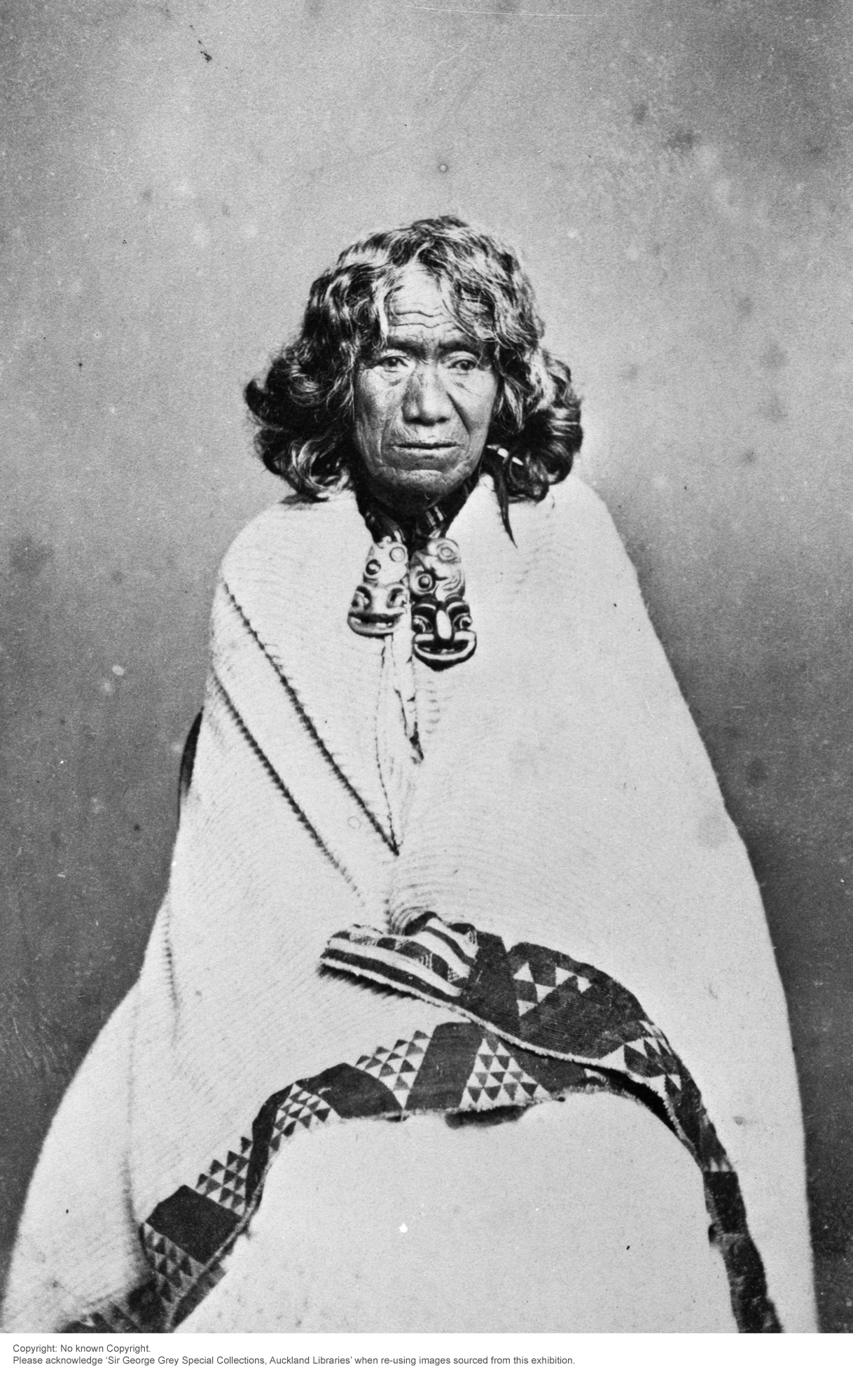
Te Pikinga.

Te Pikinga, född okänt år, död 1834, var en maoriprinsessa, känd för sin dynastiska betydelse under Muskötkrigen på Nya Zeeland. 
Hon var prinsessa av Ngati Apa och blev 1819 gift med prins Te Rangihaeata av Ngati Toa, som hade besegrat hennes stam i krig. Tack vare detta dynastiska äktenskap besparades hennes stam slaveri och fångenskap och bevarades som självständig nation. Hon agerade medlare då den del av hennes stam som inte accepterade alliansen slogs ned, och ännu en gång då nya stridigheter utbröt 1824.  